# The Rolling Stones, Now!
Pour les articles homonymes, voir Rolling, Rolling Stones (homonymie) et Stones (homonymie).
Albums de The Rolling Stones
12 X 5
(1964) Out of Our Heads
(1965)
The Rolling Stones, Now!, souvent simplement appelé Now!, est le troisième album américain des Rolling Stones sorti en février 1965.
Il s'agit d'une compilation publiée le 13 février 1965, un mois après l'album anglais The Rolling Stones No. 2, et contient un certain nombre de chansons en commun avec celui-ci. Cette fois encore, les compositions originales alternent avec les reprises des standards du rock 'n' roll et du rhythm and blues.

## Titres
| 1.  | Everybody Needs Somebody to Love       | Solomon Burke/Bert Russell/Jerry Wexler | The Rolling Stones No. 2           | 2:58 |
| 2.  | Down Home Girl                         | Jerry Leiber/Arthur Butler              | The Rolling Stones No. 2           | 4:12 |
| 3.  | You Can't Catch Me                     | Chuck Berry                             | The Rolling Stones No. 2           | 3:39 |
| 4.  | Heart of Stone                         | Jagger/Richards                         | Out of Our Heads                   | 2:49 |
| 5.  | What a Shame                           | Mick Jagger/Keith Richards              | The Rolling Stones No. 2           | 3:05 |
| 6.  | I Need You Baby (Mona)                 | Ellas McDaniel                          | The Rolling Stones                 | 3:35 |
| 7.  | Down The Road Apiece                   | Don Raye                                | The Rolling Stones No. 2           | 2:55 |
| 8.  | Off the Hook                           | Mick Jagger/Keith Richards              | The Rolling Stones No. 2           | 2:34 |
| 9.  | Pain in My Heart                       | Naomi Neville                           | The Rolling Stones No. 2           | 2:12 |
| 10. | Oh Baby (We've Got A Good Thing Goin') | Barbara Lynn Ozen                       | Out of Our Heads                   | 2:08 |
| 11. | Little Red Rooster                     | Willie Dixon                            | Little Red Rooster (single)        | 3:05 |
| 12. | Surprise, Surprise                     | Mick Jagger/Keith Richards              | Street Fighting Man (single, 1971) | 2:31 |

## Personnel
Mick Jagger : chant, harmonica
Keith Richard : guitare, cœur
Brian Jones : guitare, harmonica, Piano
Bill Wyman : basse
Charlie Watts : batterie
Ian Stewart : piano, orgue

## Sources
- Jukebox magazine n°186, décembre 2002, p.8

- (en) Cet article est partiellement ou en totalité issu de l’article de Wikipédia en anglais intitulé « The Rolling Stones, Now! » (voir la liste des auteurs).